# Zuras
Zuras es un personaje ficticio que aparece en los cómics estadounidenses publicados por Marvel Comics. El personaje se representa como miembro de los Eternos.

## Historial de publicaciones
Zuras apareció por primera vez en The Eternals # 5 (noviembre de 1976) y fue creado por Jack Kirby.
La continuidad de Marvel Comics fue posteriormente reconfigurada para que el personaje presentado como el dios mitológico Júpiter, introducido en Red Raven Comics # 1 (agosto de 1940), fuera, de hecho, Zuras.

## Biografía ficticia
Zuras nació en Titanos, la primera ciudad de los Eternos, y es hijo de los Eternos Kronos y Daina, y hermano de A'Lars (Mentor). Con su esposa Cíbeles, tiene una hija, Thena.
Zuras era un guerrero y compitió con su hermano A'lars (a quien exilió al espacio) por el liderazgo de los Eternos de Titanos tras la muerte de Kronos. Zuras fue el primer Eterno en formar una Uni-Mente al crear el primer ritual de la Uni-Mente y, por lo tanto, fue elegido para convertirse en líder de los Eternos de la Tierra. El fue confundido con el dios griego Zeus muchas veces en el pasado, y finalmente forjó un pacto con Zeus para mantener a su gente en paz. Cuando Kro sembró el caos en la década de 1940, Zuras envió a Makkari para oponerse a él. El también trajo al Olvidado al exilio, lo despojó de su nombre y prohibió a los Eternos comunicarse con él. Zuras parece haber viajado mucho, ya que sus habitaciones en Olimpia estaban decoradas con una máquina de discos, dos cañones de seis tiros y hachas de batalla.
Zuras autorizó a Thena a reanudar sus batallas contra los Deviants, y le ordenó a ella y a Makkari luchar contra Zakka en Nueva York. También ayudó al Sr. Bradford, un agente del gobierno, a estudiar a los Celestiales. Zuras intentó sondear la nave Celestial y se enteró de la llegada de la Cuarta Hueste Celestial. Inició la primera fusión Uni-Mente de Eternos en los tiempos modernos para intentar comunicarse con Arishem. Él terminó la fusión Uni-Mente, y viajó a la ciudad de Nueva York y se dirigió al público sobre el tema del anfitrión Celestial en una transmisión de televisión. Exploró la tumba de Dromedan el Ladrón de Cerebros, y luchó contra Dromedan. Luego ayudó al Departamento de Estado de EE. UU. en la investigación de la amenaza celestial.
Más tarde, Zuras se encontró con Thor. Zuras inició una segunda fusión Uni-Mente para probar la nave nodriza Celestial y luchó contra Zeus. Zuras luego se alió con Odín e inició la tercera Uni-Mente para combatir a la Cuarta Hueste de Celestiales en Perú. Mientras se fusionaba con los Eternos en la formación Uni-Mente, Zuras atacó a la Cuarta Hueste Celestial. La Uni-Mente fue destrozada por una explosión cósmica de los Celestiales Gammenon y Jemiah, lo que provocó que se desintegre en su componente Eternos, y la reacción provocó la muerte cerebral de Zuras. Incluso entonces, el espíritu de Zuras continuó existiendo dentro de su cuerpo, hasta que su cuerpo finalmente fue destruido al liberar a Thena de una Mina-Cerebro, momento en el que el espíritu de Zuras abandonó su cuerpo. El espíritu de Zuras todavía parece existir, como ha aparecido en ocasiones dentro de Olympia, como cuando Ikaris desafió a Thena por el título de Prime Eterno.

### Renacido
Sprite declaró que usó las maquinarias de Olympia para "reactivar" parcialmente a Zuras, y luego engañó a Zuras para que visitara la tumba del Soñador Celestial, formando una Uni-Mente allí. Esto le dio a Sprite el poder que necesitaba para reescribir algunos aspectos de la realidad, despojando a los otros Eternos de sus poderes y recuerdos. Sprite también declaró que consideraba a Zuras como el más poderoso de los Eternos. En el mundo "reescrito", Zuras se convirtió en un vagabundo alcohólico, con problemas mentales. Sin embargo, él fue restaurado por Ajak. Finalmente, Zuras encontró a Sprite después de que los eventos se resolvieron y lo mató rompiéndole el cuello de Sprite.
Más tarde, cuando la Hueste Final de los Celestiales llegó a la Tierra, Zuras junto con todos los Eternos se suicidaron después de darse cuenta del verdadero propósito para el que fueron creados.

## Poderes y habilidades
Zuras ha logrado un desarrollo superior al promedio de los atributos normales de la raza de los Eternos a través de una gran disciplina. Posee fuerza, velocidad, resistencia y durabilidad sobrehumanas, y puede volar a velocidades supersónicas. Zuras posee la capacidad de manipular la energía cósmica para aumentar su fuerza vital, lo que le otorga una gran longevidad y habilidades regenerativas, la proyección de fuerza de conmoción, calor y energía eléctrica hasta un alcance máximo de 300 pies. También podría usar energía cósmica para crear escudos de fuerza a su alrededor, para levitar a sí mismo y / o a otros, y manipular psiónicamente moléculas para transformar la forma de un objeto. Durante su vida, Zuras fue el único Eterno conocido capaz de iniciar la creación de la Uni-Mente.(la forma de vida colectiva resultante de la fusión física y mental de un número significativo de Eternos) por él mismo. Zuras también es capaz de telepatía, lanzamiento de ilusiones y teletransportación limitada.
Zuras posee un amplio conocimiento de la sabiduría antigua y arcana.